# Michael Foreman
Michael James Foreman (Columbus, 29 de maio de 1957) é um astronauta norte-americano, integrante de duas missões do ônibus espacial.
Formado em engenharia aeroespacial pela Academia Naval dos Estados Unidos (U. S. Naval Academy) em 1979 e com mestrado em engenharia aeronáutica pela Escola de Pós-Graduação Naval dos Estados Unidos (U. S. Naval Postgraduate School) em 1986, Foreman foi comissionado como aviador naval em janeiro de 1981, cumprindo funções de patrulha aérea no estado do Maine e transportando cargas militares para Bermuda, Panamá, Açores e Espanha.
Como estudante graduado, conduziu experiências científicas para a NASA na Califórnia e exerceu funções de assistente de operações aéreas no porta-aviões USS Coral Sea, na maior base naval do leste dos Estados Unidos, em Norfolk, Virgínia. Após um total de cinco mil horas de voo em mais de cinquenta tipos de aeronaves durante seu período de aviador naval, entre 1981 e 1998, foi selecionado para o programa de candidatos à astronauta da NASA.
Após o curso de aperfeiçoamento intensivo sobre os ônibus espaciais e os sistemas da ISS, treino psicológico e testes de voo nos jatos T-38 da agência, e de técnicas de sobrevivência no mar e na selva, Foreman foi designado para as funções de técnico de ligação da seção do ônibus espacial entre o Kennedy Space Center, na Flórida e o Centro Espacial Lyndon Johnson, em Houston, Texas.
Em março de 2003 foi pela primeira vez ao espaço na missão STS-123 da nave Endeavour, que instalou o módulo japonês Kibo na estrutura da Estação Espacial Internacional. Sua segunda missão ocorreu em novembro de 2009, quando fez parte da tripulação da STS-129 Atlantis como especialista de missão 1.